# Боланьос
Боланьос (исп. Bolaños) — небольшой город в Мексике, в штате Халиско, входит в состав одноименного муниципалитета и является его административным центром. Численность населения, по данным переписи 2020 года, составила 1086 человек.

## Общие сведения
В до-испанские времена в регионе проживали кочевые племена индейцев тольтеков.
В 1530 году регион был завоёван конкистадорами во главе с Педро Альминдесом Чирино.
В 1548 году Торибио де Боланьос обнаружил серебряные жилы, и основал рабочий посёлок, названный его именем.
До 1780 года посёлок занимал одно из первых мест по добыче полезных ископаемых, но к 1830 году добыча серебра значительно сократилась.
19 февраля 1833 года Боланьосу был присвоен статус города.
Он расположен на севере штата Халиско в 230 км от столицы штата, города Гвадалахара.

## Население
| Год  | Численность | Численность |
| ---- | ----------- | ----------- |
| 2000 | 982         | [ 7 ]       |
| 2005 | 826         | [ 8 ]       |
| 2010 | 924         | [ 9 ]       |
| 2020 | 1086        | [ 10 ]      |